# Domitia Lucilla die Jüngere
Domitia Lucilla († vor 161) war die Mutter des römischen Kaisers Mark Aurel.
Domitia Lucilla war die Tochter des Publius Calvisius Tullus Ruso, Suffektkonsul im Jahr 109, und der älteren Domitia Lucilla. Vor dem Jahr 121 heiratete sie Marcus Annius Verus. Ihre Kinder waren der spätere Kaiser Mark Aurel und Annia Cornificia Faustina. Sie wird häufig in Mark Aurels Selbstbetrachtungen und in Frontos Epistulae erwähnt. Sie war außerordentlich reich, vor allem durch Erbschaft vonseiten ihrer Mutter. Viele Ziegeleien in der Umgebung Roms waren in ihrem Besitz; sie gingen nach ihrem Tod auf Mark Aurel über.